# Прусське герцогство
Пру́сське ге́рцогство (лат. Ducatus Prussiae; нім. Herzogtum Preußen) — в 1525—1701 роках німецька монархічна держава на території Східної Пруссії заснована в результаті секуляризації держави Тевтонського ордену під час протестантської Реформації. У 1525 році останній великий магістр Тевтонського ордену Альбрехт з роду Гогенцоллернів перетворив католицьку Орденську державу на секуляризоване лютеранське герцогство і став першим прусським герцогом. До 1657 року перебувала у васальній залежності від Польщі, була леном польських королів. З 1618 року, внаслідок вигасання лінії Альбрехта, перейшла до маркграфів Бранденбурзьких і курфюрстів Священної Римської імперії з дому Гогенцоллернів, які стали носити титул герцогів Прусських. У персональній унії з Бранденбурзьким маркграфством складала федерацію Бранденбург-Пруссія. 1701 року, за правління останнього герцога Фрідріха III перетворена на Прусське королівство.

## Назва
- Прусське герцогство (лат. Ducatus Prussiae)[1][2] — офіційна назва.
- Прусське князівство (пол. Księstwo Pruskie) — польська назва.
- Герцогська Пруссія (нім. Herzogliches Preußen), або Князівська Пруссія (пол. Prusy Książęce) — назва, на противагу підпольській Королівській Пруссії
- Пруссія — спрощена назва

## Історія

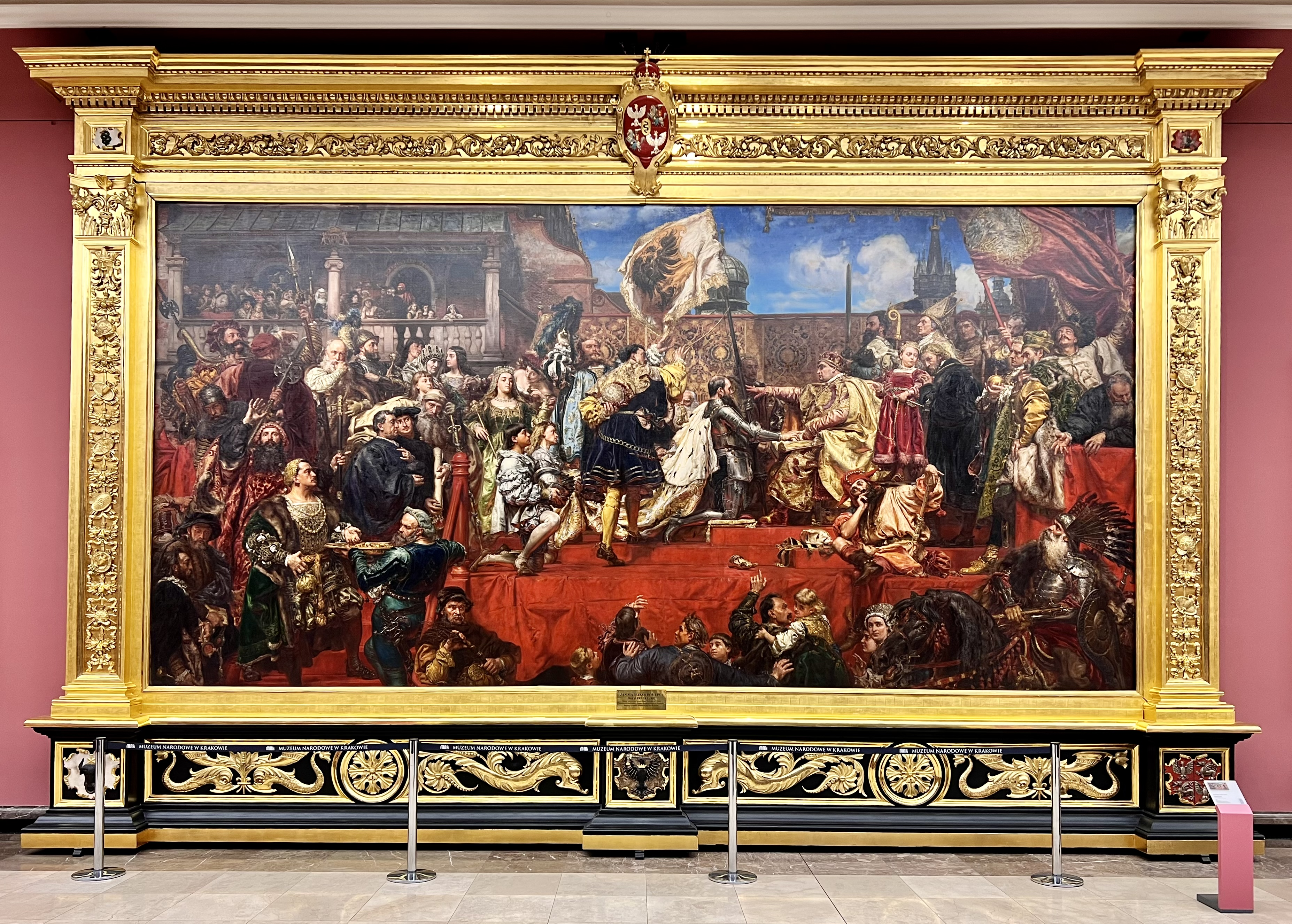
Герцог Альбрехт приймає Пруссію як феодальний лен від польського короля Сигізмунда I

Останній, 37-й великий магістр Тевтонського ордену Альбрехт Гогенцоллерн (1490—1568), що обійняв цю посаду в 1511 році, вирішив під впливом ідей Реформації Мартіна Лютера стати світським правителем і перетворив Тевтонський орден в 1525 році на герцогство Пруссія. Альбрехт підписав 8 квітня 1525 р. в Кракові мирний договір з Польським королівством і 10 квітня 1525 р. приніс васальну присягу королю Польщі як герцог Пруссії (1525—1568). Після цього він виїхав до пруської столиці Кенігсбергу і там 6 липня 1525 року одним з перших німецьких князів оголосив себе прихильником Реформації Лютера. Прусське герцогство стало лютеранським за віросповіданням.
У герцогстві Пруссія встановилась династія Гогенцоллернів, до якої належав Альбрехт І. Його наступник Альбрехт-Фрідріх (1568—1618) хворів на недоу́мкуватість і тому Польща 1577 р. призначила власних адміністраторів герцогства, якими з 1603 р. були курфюрсти Бранденбурга. Після смерті Альбрехта ІІ Фрідріха в 1618 р. курфюрсти Бранденбургу, які теж належали до династії Гогенцоллернів, успадкували титул герцогів Прусських, однак Пруссія як і раніше вважалась васалом Речі Посполитої. Лише в 1657 році, скориставшись важким становищем Польщі у війнах з Швецією, Московією і Гетьманщиною, Бранденбург добився підписання Велявсько-Бидгощського трактату з Польщею, за яким Прусське герцогство стало незалежним і приєдналось до Бранденбургу. У 1701 році з проголошенням Прусського королівства відбулось остаточне об'єднання Пруссії і Бранденбургу.

## Державний устрій

### Герцоги
- Герцоги Пруссії/Герцогині Пруссії

### Рада
- Прусський ландрат

## Релігія
- Лютеранство